# من یک پدر هستم
من یک پدر هستم (انگلیسی: I Am a Dad؛‏ کره‌ای: 나는 아빠다) فیلم اکشن درام محصول سال ۲۰۱۱ کره جنوبی به کارگردانی جون مان به و لی سه یونگ، به نویسندگی یون هیون هو و با بازی کیم سونگ وو، سون بیونگ هو و کیم سه رون است. این فیلم در ۱۴ آوریل ۲۰۱۱ منتشر شد.